# Desis risbeci
Desis risbeci is een spinnensoort in de taxonomische indeling van de Desidae.
Het dier behoort tot het geslacht Desis. De wetenschappelijke naam van de soort werd voor het eerst geldig gepubliceerd in 1931 door Lucien Berland.